# Großer Weidenteich
Das Naturschutzgebiet Großer Weidenteich liegt im Vogtlandkreis in Sachsen. Das Gebiet mit dem Großen Weidenteich erstreckt sich nördlich von Kobitzschwalde, einem Ortsteil der Gemeinde Weischlitz, und östlich von Rößnitz, einem Ortsteil der Gemeinde Rosenbach/Vogtl. Südwestlich und südlich verläuft die Landesstraße L 297.

## Bedeutung
Das etwa 334,9 ha große Gebiet mit der Schutzgebiets-Kennung C 58 wurde im Jahr 1994 unter Naturschutz gestellt. Das Naturschutzgebiet ist das größte im Vogtlandkreis. Das Gebiet ist ein Offenlandschutzgebiet, das Großteils durch Schafe beweidet wird.

## Flora und Fauna
Die Flora sowie die Fauna im Naturschutzgebiet sind außerordentlich vielfältig. Unter anderem beherbergt das Gebiet mit seinen kleinen Tümpeln und sumpfartigen Stellen gefährdete Tierarten wie den Kammmolch, die Große Moosjungfer oder den Teichfrosch. Es kommen fast 700 verschiedene Arten von Schmetterlingen im Gebiet vor. Von den ca. 150 hier beobachteten Vogelarten nisten 70 auch im Naturschutzgebiet.
Die Flora ist geprägt von Weißdorn- und Haselnusssträuchern sowie Salweiden und Traubenholunder. Kriechende Hauhechel, Gemeiner Thymian, Wiesenflockenblume, Heide-Nelke, Stengellose Kratzdistel und Johanniskraut sind häufig.